# Fortaleza de Cherven

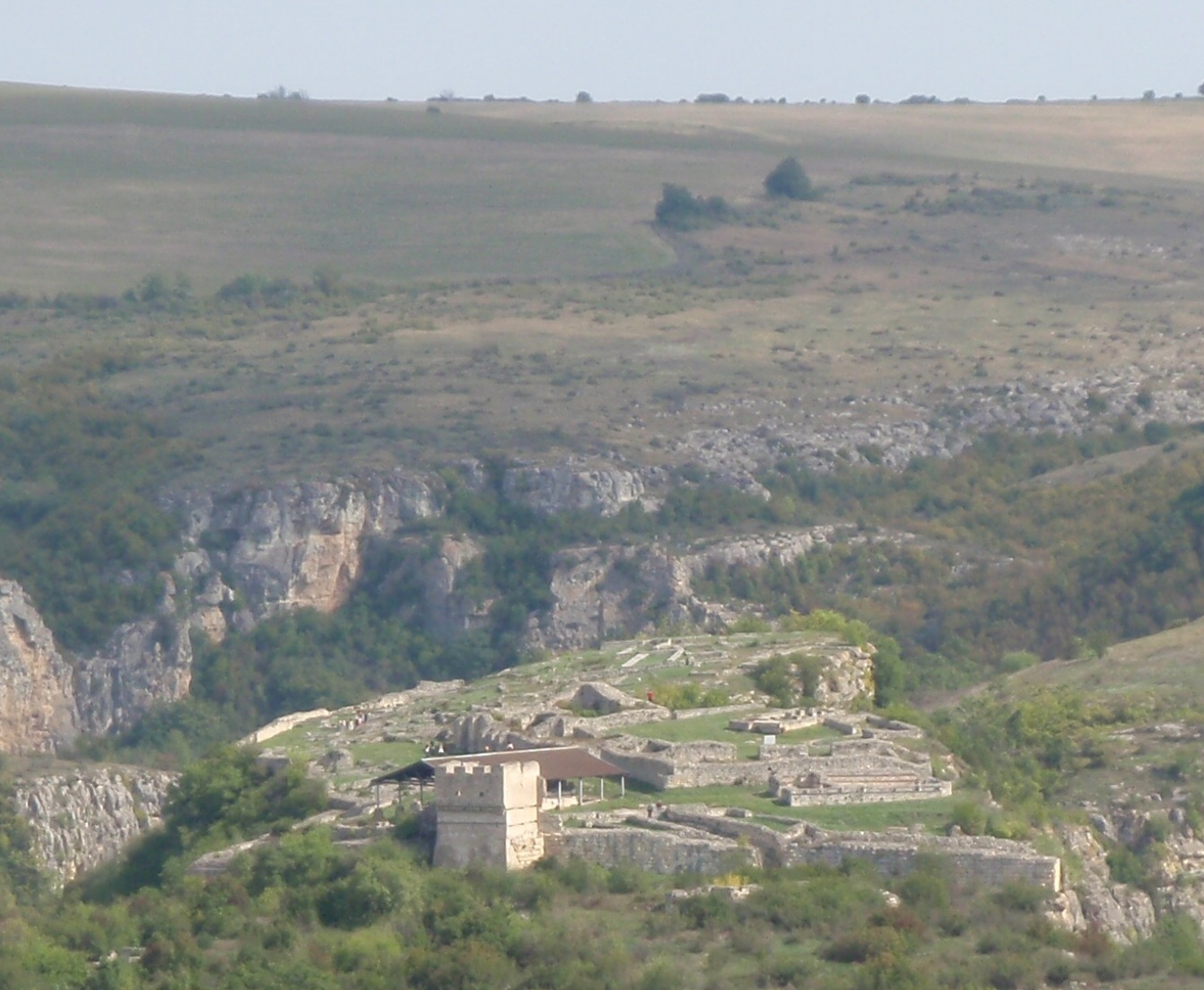
Fortaleza medieval de Cherven.

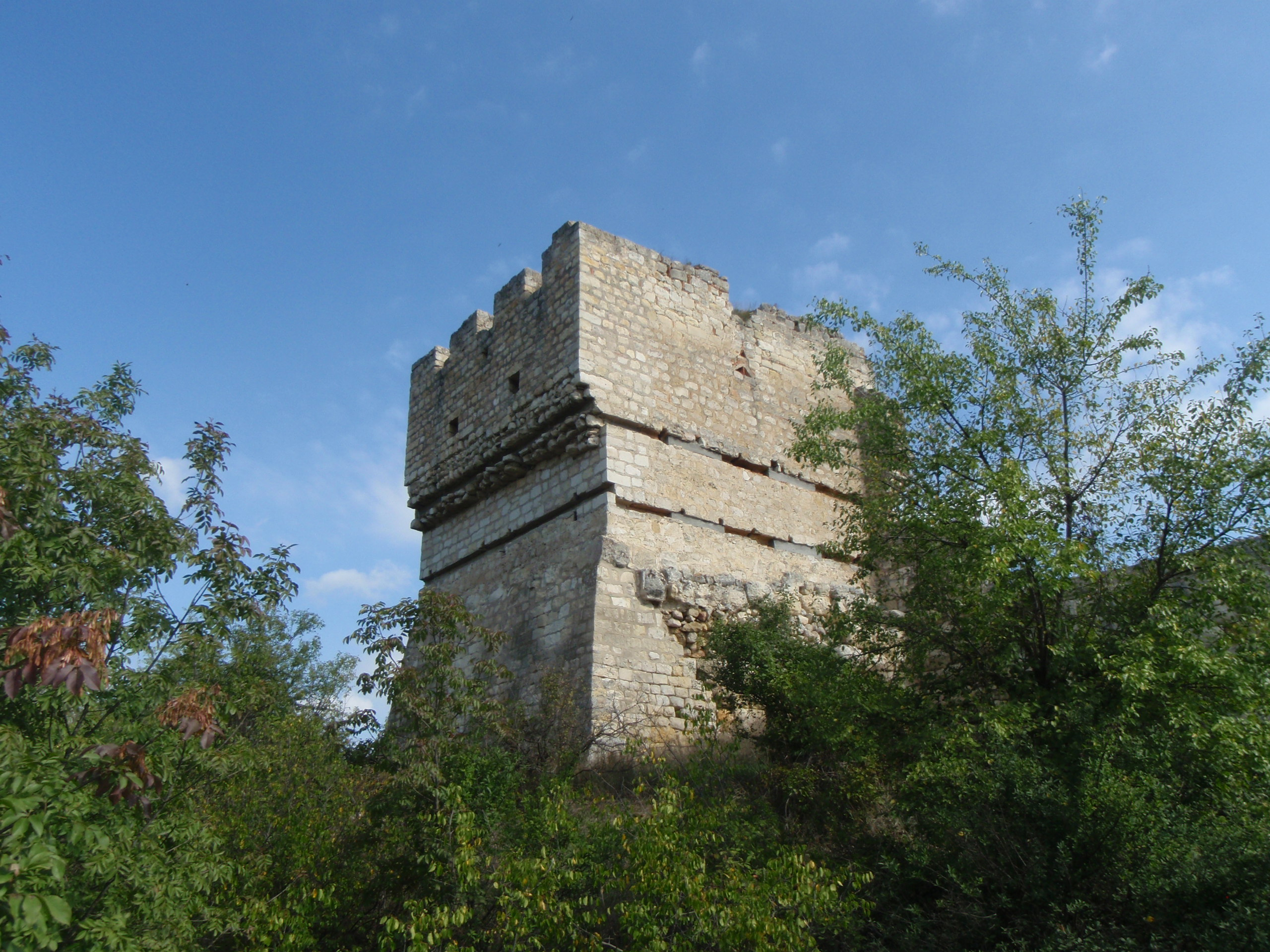
Torreón de Cherven.

La fortaleza de Cherven (en búlgaro: Червен, «rojo») fue uno de los principales centros militares, administrativos, económicos y culturales del Segundo Imperio búlgaro entre el siglo XII y XIV. Las ruinas de la fortaleza se encuentran cerca del pueblo del mismo nombre a 30-35 km al sur de Ruse, noreste de Bulgaria.

## Historia
La ciudad fue un sucesor de una antigua fortaleza bizantina del siglo VI, pero el área ha estado habitada desde la llegada de los tracios. Cherven fue mencionada por primera vez en el siglo XI en una crónica apócrifa en antiguo búlgaro. Ella ganó importancia después de 1235, cuando se convirtió en la sede del obispado medieval ortodoxo búlgaro de Cherven. Ella fue afectada por las incursiones mongolas en 1242 y fue conquistada brevemente por tropas bizantinas durante el reinado del zar Ivailo (1278–1280).
Durante la segunda mitad del siglo XIV, el área de la fortaleza excedía a 1 km² y tuvo un desarrollo urbano intensivo, incluyendo una ciudad fortificada interior en un vasto terreno rocoso en una de las curvas del río Cherni Lom y una ciudad exterior a los pies de las rocas y en las colinas vecinas. La ciudad tenía un complejo sistema de fortificaciones y fue construido completamente. Cherven creció hasta convertirse en un centro artesanal en el siglo XIV, con la extracción de hierro, el trabajo del hierro, la orfebrería, la construcción y las artes siendo bien desarrollados. La ciudad fue un importante cruce de caminos entre el Danubio y el interior del país, que también hicieron de la ciudad en un centro importante de comercio.
Cherven fue conquistada por los turcos otomanos en 1388 durante las Guerras Búlgaro-Otomanas, inicialmente mantuvo sus funciones administrativas, pero luego disminuyó en importancia. El pueblo moderno de Cherven situado cerca de las ruinas de la fortaleza tiene, a partir de septiembre de 2005, 302 habitantes.

## Sitio arqueológico
Los restos de la ciudad medieval de Cherven es un sitio arqueológico de gran importancia para la investigación de la cultura búlgara en la Edad Media. Las primeras excavaciones se realizaron en 1910-1911 con el profesor Vasil Zlatarski, mientras que la investigación periódica sobre el sitio comenzó en 1961. En la actualidad, los trabajos arqueológicos se están llevando a cabo por el Dr. Stoyan Yordanov del Museo Regional de Historia en Ruse. El Dr. Yordanov tiene más de treinta años de experiencia profesional en Cherven, y dirige excavaciones sobre del sitio de la antigua ciudad de Cherven cada verano.